# X Factor (Danmark)
 Denne artikel omhandler den danske version af tv-konceptet. Opslagsordet har også en anden betydning, se X Factor.
X Factor er en dansk sangkonkurrence- og underholdningsprogram, der blev sendt for første gang på DR1 i 2008 og siden 2019 er blevet sendt på TV 2. Programmet er den danske version af det succesfulde britiske program The X Factor (2004–2018), skabt af Simon Cowell. I programmet bliver deltagere efter auditions tilknyttet én dommer, som skal hjælpe deltageren gennem forskellige runder, inden der til sidst findes én vinder i finalen. I programmet deltager både soloartister og grupper med flere medlemmer.
Dommerpanelet består af erfarne sangere, sangskrivere og musikproducere og har gennem tiden bestået af bl.a. Remee Jackman, Anne Linnet, Carsten ''Soulshock'' Schack, Ida Corr, Pernille Rosendahl, Lars ''Ankerstjerne'' Christensen, Sanne Salomonsen, Mich ''Cutfather'' Hansen, Lina Rafn, Martin Jensen og Kwamie Liv.
I X Factor 2025 bestod dommerpanelet af Thomas Blachmann, Nanna ''Oh Land'' Fabricius og Simon Kvamm.
Der har pr. 2025 været 18 vindere af X Factor Danmark, heriblandt Martin Hoberg Hedegaard (2008), Thomas Ring Petersen (2010), Anthony Jasmin (2014), Emilie Esther (2015), Place On Earth (2018), Mads Moldt (2022) og Rosél (2023). Nytårsdag 2024 vendte TV2 tilbage med en 18. sæson af X Factor.
Fra 2008 til 2012 lå seertallet solidt på omkring 2 mio. seere, med det højeste værende i 2009 med 2,2 mio. seere. Fra 2013 til 2018 faldt seertallet støt, med 2016 værende det laveste med 1,5 mio. seere. Med en nedgang på 47% i seertallet fra 2008 og med store økonomiske produktionsomkostninger besluttede DR at afvikle programmet med en sidste planlagt sæson i 2018.
Den rivalerende kanal TV 2 annoncerede kort efter at de havde været i dialog med X Factor-skaberen Simon Cowell og produktionsfirmaet Syco Entertainment om at overtage rettighederne til programmet i Danmark. Siden TV 2 i 2019 overtog rettighederne til X Factor, er seertallene faldet yderligere. X Factor i 2019, som var den første X Factor-sæson på TV 2 havde et seertal på 1.241.000. Ved sæsonpremieren af X Factor i 2025 lå seertallene på 417.000, dette er det laveste seertal der nogensinde har været i dansk X Factors historie.
X Factor refererer ifølge dommerne til 'den ubekendte faktor', der gør den store forskel imellem den talentfulde sanger og den helt store stjerne. En analytiker af den amerikanske pendant, American Idol har fundet frem til, at det kræver karisma, motivation og musikalitet af deltagerne, hvis de skal gøre sig håb om at nå finalerunden.

## Konceptet
Konceptet adskiller sig fra andre lignende talentshows på flg. punkter:
Dommerne har en dobbeltrolle, idet de ikke blot skal vurdere hvilke deltagere, der har X Faktor, men konkurrere indbyrdes om at udvikle den endelige vinder af konkurrencen. Hver dommer tildeles en af de tre kategorier og udvælger tre deltagere/grupper til finalerunden. Den endelige afgørelse af konkurrencen foretages imidlertid af seerne via afgivelse af stemmer på sms. Gevinsten i konkurrencen er en kontrakt med et pladeselskab.

## Programmets historik

### 2008–2009: Den originale dommertrio og Rønne
Den 15. oktober 2007 blev jazzmusikeren og tidligere Idols dommer Thomas Blachman, Infernal-sangerinden Lina Rafn og sangskriveren Remee Jackman annonceret som dommere for sæson 1. Den 18. september 2008 bekræftede Rafn, at hun ville vende tilbage som dommer for sæson 2. Dagen efter var det bekræftede, at Blachman og Remee ville vende tilbage som dommere for sæson 2.
Lise Rønne var vært på de første 2 sæsoner.

### 2010: Farvel til Blachman og Rafn, velkommen til Rosendahl, Soulshock og ny vært
Den 13. august 2009 meddelte Rafn, at hun ikke ville vende tilbage som dommer for sæson 3 på grund af sin graviditet. Den 1. oktober 2009 bekræftede Blachman, at han heller ikke ville vende tilbage som dommer for sæson 3. Den 5. oktober 2009 blev det bekræftet, at Remee ville vende tilbage som dommer for sæson 3. Den 8. oktober 2009 var pladeproducer Soulshock bekræftet som Blachmans afløser. Den 15. oktober 2009 blev det offentliggjort, at The Storm-sangerinden Pernille Rosendahl ville erstatte Rafn som tredje og sidste dommer for sæson 3 sammen med Remee og Soulshock.
Efter 2 sæsoner blev det bekræftet at Lise Rønne ville forlade programmet som vært og den nye vært ville være Signe Muusman.

### 2011–2012: Blachman og Rønne vender tilbage, velkommen til Cutfather
Den 19. september 2010 bekræftede Soulshock, at han var blevet droppet som dommer for sæson 4. Den 21. september 2010 bekræftede Blachman, at han ville vende tilbage som dommer for sæson 4 og erstatte Soulshock. Dagen efter blev det bekræftet, at Rosendahl ville vende tilbage som dommer for sæson 4. Den 24. september 2010 blev det bekræftet, at pladeproducer Cutfather ville afløse Remee som dommer for sæson 4. Den 13. september 2011 blev det offentliggjort, at Blachman, Rosendahl og Cutfather ville vende tilbage som dommere for sæson 5.
Efter en sæsons pause blev det offentliggjort at Lise Rønne ville vende tilbage til X Factor.

### 2013: Ny dommer trio, Ny vært, velkommen til Linnet og Corr
Den 20. december 2011 meddelte Blachman, at han ville forlade showet ved afslutningen af sæson 5. Den 8. februar 2012 meddelte Rosendahl, at hun også ville forlade showet efter sæson 5 på grund af hovedrollen i musicalen Hey Jude. Den 10. februar 2012 annoncerede Cutfather, at sæson 5 ville være hans sidste sæson som dommer for at vende tilbage til sin karriere på grund af "showet mentalt tager tid og tankerum." Den 20. august 2012, på trods af at han meddelte, at han ville forlade showet ved afslutningen af sæson 5, blev det bekræftet, at Blachman ville vende tilbage som dommer for sæson 6, mens sangerne Ida Corr og Anne Linnet ville erstatte Rosendahl og Cutfather.
Lise Rønne stopper efter 2 sæsoner igen som vært, den nye vært bliver Signe Molde.

### 2014–2015: Den originale dommertrio: del 2 og Velkommen til Harlou
Den 18. september 2013 blev det bekræftet, at Rafn og Remee ville vende tilbage for at erstatte Corr og Linnet som dommere for sæson 7 sammen med Blachman. Den 18. august 2014 blev det bekræftet, at Blachman, Rafn og Remee ville vende tilbage som dommere for sæson 8.
Eva Harlou blev i 2013 offentliggjort som den nye X Factor vært for 2014.

### 2016–2017: Rafn stopper igen, Lindberg tager over og Sofie Linde starter som vært
Den 15. juli 2015 bekræftede Rafn, at hun ikke ville vende tilbage som dommer for sæson 9 på grund af en Infernal-koncertturné. Den 12. august 2015 blev det bekræftet, at The Asteroids Galaxy Tour-sangerinden Mette Lindberg ville erstatte Rafn som dommer for sæson 9 sammen med de hjemvendte dommere Blachman og Remee. Den 12. august 2016 blev det bekræftet, at Blachman, Remee og Lindberg ville vende tilbage som dommere for sæson 10.
Efter 2 sæsoner stopper Harlou som vært, den nye vært bliver tidligere børnevært Sofie Linde.

### 2018: Sidste sæson på DR og velkommen til ny dommer Salomonsen
Den 2. august 2017 meddelte Lindberg, at hun ikke ville vende tilbage som dommer for sæson 11. Den 10. august 2017 blev det bekræftet, at sangerinden Sanne Salomonsen ville erstatte Lindberg som dommer for sæson 11 sammen med de tilbagevendende dommere Blachman og Remee.
Sofie Linde er fortsat vært.

### 2019–2020: en ny ære på TV2, et endeligt farvel til Remee, velkommen til Ankerstjerne og Oh Land
Den 11. april 2018 blev det bekræftet, at Blachman ville vende tilbage som dommer for sæson 12. Dagen efter bekræftede Remee, at han ikke ville vende tilbage som dommer for sæson 12. Den 26. april 2018 blev det bekræftet, at Salomonsen ikke ville vende tilbage som dommer for sæson 12 på grund af deltagelse i DR's musikkonkurrence LIVE! som dommer. Den 8. august 2018 blev det offentliggjort, at rapperen Ankerstjerne og sangerinden Oh Land ville erstatte Remee og Salomonsen som dommere for sæson 12 sammen med Blachman. Den 15. august 2019 blev det bekræftet, at Blachman, Ankerstjerne og Oh Land ville vende tilbage som dommere for sæson 13.
Sofie Linde er fortsat vært.

### 2021: Farvel til Ankerstjerne, velkommen til Martin Jensen
Den 2. juli 2020 bekræftede Ankerstjerne, at han ikke ville vende tilbage som dommer for sæson 14 for at fokusere på "nye drømme og projekter", men udelukkede ikke en tilbagevenden i fremtiden. Den 11. september 2020 blev det offentliggjort, at DJ Martin Jensen ville erstatte Ankerstjerne som dommer for sæson 14 sammen med de tilbagevendende dommere Blachman og Oh Land.
Sofie Linde er fortsat vært.

### 2022: Farvel til Oh Land, Velkommen til Kwamie Liv
Den 23. juli 2021 meddelte Oh Land, at hun ikke ville vende tilbage som dommer i sæson 15, idet hun sagde, at hun "ikke kunne gøre alt på én gang." Få måneder senere blev Kwamie Liv udvalgt til at overtage pladsen ved dommerbordet ved siden af Thomas Blachman og Martin Jensen.
Sofie Linde er fortsat vært.

### 2023: Martin Jensen takker af, Simon Kvamm debuterer som dommer i X Factor
Den 10. august 2022 blev det offentlig gjort at TV2 havde opsagt samarbejdet med Martin Jensen efter 2 sæsoner som dommer. Thomas Blachman og Kwamie Liv er atter bag dommerbordet, den tredje stol ved dommerbordet bliver i stedet overtaget af Nephew, De eneste to og Hugorm-forsangeren Simon Kvamm.
Sofie Linde er fortsat vært.

### 2024: Farvel til Kwamie Liv og Sofie Linde og velkommen tilbage til Oh Land
D. 11 maj 2023 bekendtgjorde Kwamie Liv til TV2 at hun ikke ville vende tilbage til X Factor 2024. 
Under liveshowene til X Factor 2023, blev det bekræftet af Linde selv at hun ikke ville vende tilbage som vært til X Factor 2024.
I juli 2023 offentliggjorde TV 2 at tidligere radiovært Maria Fantino vil blive programmets nye vært.
I august blev det offentliggjort at Oh Land, ville vende tilbage som dommer i X Factor efter en pause på 2 år.

## Værter og dommere

### Værter
|  | Vært | Indledende vært | Liveshows-vært | Bootcamp-vært |

| Værter           | Sæson | Sæson | Sæson | Sæson | Sæson | Sæson | Sæson | Sæson | Sæson | Sæson | Sæson | Sæson | Sæson | Sæson | Sæson | Sæson | Sæson | Sæson | Sæson |
| Værter           | 2008  | 2009  | 2010  | 2011  | 2012  | 2013  | 2014  | 2015  | 2016  | 2017  | 2018  | 2019  | 2020  | 2021  | 2022  | 2023  | 2024  | 2025  | 2026  |
| ---------------- | ----- | ----- | ----- | ----- | ----- | ----- | ----- | ----- | ----- | ----- | ----- | ----- | ----- | ----- | ----- | ----- | ----- | ----- | ----- |
| Lise Rønne       |       |       |       |       |       |       |       |       |       |       |       |       |       |       |       |       |       |       |       |
| Signe Muusman    |       |       |       |       |       |       |       |       |       |       |       |       |       |       |       |       |       |       |       |
| Signe Molde      |       |       |       |       |       |       |       |       |       |       |       |       |       |       |       |       |       |       |       |
| Eva Harlou       |       |       |       |       |       |       |       |       |       |       |       |       |       |       |       |       |       |       |       |
| Sofie Linde      |       |       |       |       |       |       |       |       |       |       |       |       |       |       |       |       |       |       |       |
| Joakim Ingversen |       |       |       |       |       |       |       |       |       |       |       |       |       |       |       |       |       |       |       |
| Melvin Kakooza   |       |       |       |       |       |       |       |       |       |       |       |       |       |       |       |       |       |       |       |
| Maria Fantino    |       |       |       |       |       |       |       |       |       |       |       |       |       |       |       |       |       |       |       |

| Dommere            | Sæson | Sæson | Sæson | Sæson | Sæson | Sæson | Sæson | Sæson | Sæson | Sæson | Sæson | Sæson | Sæson | Sæson | Sæson | Sæson | Sæson | Sæson | Sæson |
| Dommere            | 2008  | 2009  | 2010  | 2011  | 2012  | 2013  | 2014  | 2015  | 2016  | 2017  | 2018  | 2019  | 2020  | 2021  | 2022  | 2023  | 2024  | 2025  | 2026  |
| ------------------ | ----- | ----- | ----- | ----- | ----- | ----- | ----- | ----- | ----- | ----- | ----- | ----- | ----- | ----- | ----- | ----- | ----- | ----- | ----- |
| Remee Jackman      |       |       |       |       |       |       |       |       |       |       |       |       |       |       |       |       |       |       |       |
| Lina Rafn          |       |       |       |       |       |       |       |       |       |       |       |       |       |       |       |       |       |       |       |
| Thomas Blachman    |       |       |       |       |       |       |       |       |       |       |       |       |       |       |       |       |       |       |       |
| Soulshock          |       |       |       |       |       |       |       |       |       |       |       |       |       |       |       |       |       |       |       |
| Pernille Rosendahl |       |       |       |       |       |       |       |       |       |       |       |       |       |       |       |       |       |       |       |
| Cutfather          |       |       |       |       |       |       |       |       |       |       |       |       |       |       |       |       |       |       |       |
| Ida Corr           |       |       |       |       |       |       |       |       |       |       |       |       |       |       |       |       |       |       |       |
| Anne Linnet        |       |       |       |       |       |       |       |       |       |       |       |       |       |       |       |       |       |       |       |
| Mette Lindberg     |       |       |       |       |       |       |       |       |       |       |       |       |       |       |       |       |       |       |       |
| Sanne Salomonsen   |       |       |       |       |       |       |       |       |       |       |       |       |       |       |       |       |       |       |       |
| Ankerstjerne       |       |       |       |       |       |       |       |       |       |       |       |       |       |       |       |       |       |       |       |
| Oh Land            |       |       |       |       |       |       |       |       |       |       |       |       |       |       |       |       |       |       |       |
| Martin Jensen      |       |       |       |       |       |       |       |       |       |       |       |       |       |       |       |       |       |       |       |
| Kwamie Liv         |       |       |       |       |       |       |       |       |       |       |       |       |       |       |       |       |       |       |       |
| Simon Kvamm        |       |       |       |       |       |       |       |       |       |       |       |       |       |       |       |       |       |       |       |
| Benjamin Hav       |       |       |       |       |       |       |       |       |       |       |       |       |       |       |       |       |       |       |       |

- Dommergalleri
- Thomas Blachman (2008–2009, 2011–)
- Remee Jackman (2008–2010, 2014–2018)
- Lina Rafn (2008–2009, 2014–2015)
- Anne Linnet (2013)
- Ida Corr (2013)
- Mette Lindberg (2016–2017)
- Sanne Salomonsen (2018)
- Nanna ''Oh Land'' Fabricius (2019–2021, 2024–)
- Martin Jensen (2021–2022)
- Simon Kvamm (2023–2025)

## Sæsonoverblik
Deltager i (eller dommer for) "Under 25"-kategorien ("Under 24" til sæson 6, "Under 23" fra sæson 7)

     Deltager i (eller dommer for) "Over 25"-kategorien ("Over 24" til sæson 6, "Over 23" fra sæson 7)

     Deltager i (eller dommer for) "Gruppe"-kategorien
| Sæson                         | Premieredato                  | Finaledato                    | Vært                                                                                    | Dommerpanel                     | Dommerpanel                   | Dommerpanel                   | Vinder                        | Andenplads                    | Tredjeplads                   |
| DR1 1. Generation (2008–2018) | DR1 1. Generation (2008–2018) | DR1 1. Generation (2008–2018) | DR1 1. Generation (2008–2018)                                                           | DR1 1. Generation (2008–2018)   | DR1 1. Generation (2008–2018) | DR1 1. Generation (2008–2018) | DR1 1. Generation (2008–2018) | DR1 1. Generation (2008–2018) | DR1 1. Generation (2008–2018) |
| ----------------------------- | ----------------------------- | ----------------------------- | --------------------------------------------------------------------------------------- | ------------------------------- | ----------------------------- | ----------------------------- | ----------------------------- | ----------------------------- | ----------------------------- |
| sæson 1                       | 4. januar 2008                | 28. marts 2008                | Lise Rønne                                                                              | Remee Jackman                   | Lina Rafn                     | Thomas Blachman               | Martin Hedegaard (Saveus)     | Laura Arensbak                | HeidiHerløw                   |
| sæson 2                       | 2. januar 2009                | 27. marts 2009                | Lise Rønne                                                                              | Remee Jackman                   | Lina Rafn                     | Thomas Blachman               | Linda Andrews                 | Alien Beat Club               | Mohamed Ali                   |
| sæson 3                       | 1. januar 2010                | 27. marts 2010                | Signe Muusmann                                                                          | Remee Jackman                   | Pernille Rosendahl            | Carsten "Soulshock" Schack    | Thomas Ring                   | Tine Midtgaard                | Jesper Nohrstedt              |
| sæson 4                       | 1. januar 2011                | 25. marts 2011                | Lise Rønne                                                                              | Mich "Cutfather" Hansen         | Pernille Rosendahl            | Thomas Blachman               | Noah Skaalum                  | Annelouise Sørensen           | Babou                         |
| sæson 5                       | 1. januar 2012                | 23. marts 2012                | Lise Rønne                                                                              | Mich "Cutfather" Hansen         | Pernille Rosendahl            | Thomas Blachman               | Ida Østergaard                | Line Dissing                  | Sveinur                       |
| sæson 6                       | 28. december 2012             | 22. marts 2013                | Signe Molde                                                                             | Ida Corr                        | Anne Linnet                   | Thomas Blachman               | Chresten Flack                | Karoline                      | Wasteland                     |
| sæson 7                       | 3. januar 2014                | 28. marts 2014                | Eva Harlou                                                                              | Remee Jackman                   | Lina Rafn                     | Thomas Blachman               | Anthony Jasmin                | Lucy Mardou                   | Henriette Haubjerg            |
| sæson 8                       | 2. januar 2015                | 27. marts 2015                | Eva Harlou                                                                              | Remee Jackman                   | Lina Rafn                     | Thomas Blachman               | Emilie Esther                 | Jógvan                        | Ivarsson, Bang og Neumann     |
| sæson 9                       | 8. januar 2016                | 1. april 2016                 | Sofie Linde                                                                             | Remee Jackman                   | Mette Lindberg                | Thomas Blachman               | Embrace                       | Reem                          | Alex Benson                   |
| sæson 10                      | 30. december 2016             | 31. marts 2017                | Sofie Linde                                                                             | Remee Jackman                   | Mette Lindberg                | Thomas Blachman               | Morten Nørgaard               | Chili Pedersen                | Mia Sørensen                  |
| sæson 11                      | 1. januar 2018                | 6. april 2018                 | Sofie Linde (Auditions, Six Chair Challenge) & Joakim Ingversen (Live shows)            | Remee Jackman                   | Sanne Salomonsen              | Thomas Blachman               | Place on Earth                | Jamie Talbot                  | Rasmus Therkildsen            |
| TV 2 2. Generation (2019–nu)  |                               |                               |                                                                                         |                                 |                               |                               |                               |                               |                               |
| sæson 12                      | 4. januar 2019                | 12. april 2019                | Sofie Linde                                                                             | Lars "Ankerstjerne" Christensen | Nanna "Oh Land" Fabricius     | Thomas Blachman               | Kristian Kjærlund             | Benjamin Rosenbohm            | Live Vogel                    |
| sæson 13                      | 1. januar 2020                | 23. maj 2020                  | Sofie Linde                                                                             | Lars "Ankerstjerne" Christensen | Nanna "Oh Land" Fabricius     | Thomas Blachman               | Alma Agger                    | Mathilde Caffey               | Emil Wismann                  |
| sæson 14                      | 1. januar 2021                | 9. april 2021                 | Sofie Linde (Auditions), Melvin Kakooza (Six Chair Challenge) & Lise Rønne (Live shows) | Martin Jensen                   | Nanna "Oh Land" Fabricius     | Thomas Blachman               | Solveig Lindelof              | Nikoline Kristensen           | Simon & Marcus                |
| sæson 15                      | 1. januar 2022                | 8. april 2022                 | Sofie Linde                                                                             | Martin Jensen                   | Kwamie Liv                    | Thomas Blachman               | Mads Moldt                    | Kári                          | Tina                          |
| sæson 16                      | 1. januar 2023                | 31. marts 2023                | Sofie Linde                                                                             | Simon Kvamm                     | Kwamie Liv                    | Thomas Blachman               | Rosél                         | Sigalaz                       | Theodor Vestergaard           |
| sæson 17                      | 1. januar 2024                | 5. april 2024                 | Maria Fantino                                                                           | Simon Kvamm                     | Nanna "Oh Land" Fabricius     | Thomas Blachman               | Helene Frank                  | Selmani                       | Cristian Oprea                |
| sæson 18                      | 27. december 2024             | 4. april 2025                 | Maria Fantino                                                                           | Simon Kvamm                     | Nanna "Oh Land" Fabricius     | Thomas Blachman               | Leslie                        | 9000 HÅB                      | Svend                         |

## Dommernes kategorier og deres finalister
Nøgle:
     – Vindene kategori
| Sæson                                                          | Remee Jackson                                                                | Lina Rafn                                                                             | Thomas Blachman                                                             |
| -------------------------------------------------------------- | ---------------------------------------------------------------------------- | ------------------------------------------------------------------------------------- | --------------------------------------------------------------------------- |
| 1                                                              | 15-24 Martin Hoberg Hedegaard Laura Arensbak Kjærgaard Basim Moujahid        | Grupper Vocaloca RaiDen Søren og Anne                                                 | Over 25 Heidi Svelmøe Herløw Lisa Maria Birkekvist Frederik Konradsen       |
| 2                                                              | Grupper Alien Beat Club Asian Sensation Tårnhøj                              | Over 25 Linda Andrews Seest Christensen Claus Lillelund                               | 15-24 Mohamed Ali Sidsel Lieknins Vestertjele Lucas Francis Claver          |
| Sæson                                                          | Remee Jackson                                                                | Pernille Rosendahl                                                                    | Carsten ''Soulshock'' Schack                                                |
| 3                                                              | 15-24 Tine Midtgaard Madsen Jesper Boesgaard Anna Nygaard                    | Over 25 Thomas Ring Petersen Daniel Vengsgaard Peter Søborg                           | Grupper The Fireflies 8210 In-Joy                                           |
| Sæson                                                          | Mich ''Cutfather'' Hansen                                                    | Pernille Rosendahl                                                                    | Thomas Blachman                                                             |
| 4                                                              | 15-24 Sarah Skaalum Jørgensen Babou Rasmus                                   | Grupper Rikke og Trine JR Deevibez                                                    | Over 25 Annelouise Sørensen Patricia Ercan                                  |
| 5                                                              | Over 25 Sveinur Mulila Katrine                                               | 15-24 Ida Østergaard Madsen Line Dissing Karred Larsen Morten Benjamin                | Grupper Nicoline Simone og Jean Michel Tandberg og Østenby Phuong og Rasmus |
| Sæson                                                          | Anne Linnet                                                                  | Ida Corr                                                                              | Thomas Blachman                                                             |
| 6                                                              | Grupper Wasteland Anna og Lusanda Lotus                                      | Over 24 Chresten Falck Damborg Stephanie Jonas                                        | 15-23 Karoline Amanda Zaina                                                 |
| Sæson                                                          | Remee Jackson                                                                | Lina Rafn                                                                             | Thomas Blachman                                                             |
| 7                                                              | Over 23 Lucy Mardou Pernille Nordtorp Steffen Gilmartin                      | 14-22 Henriette Haubjerg Fie Winther Mathias Chrøis                                   | Grupper Anthony Jasmin ManBand lickety-split                                |
| 8                                                              | 15-22 Emilie Esther Baraa Qadoura Tannaz Hakami                              | Over 23 Jógvan Sophia Nanni                                                           | Grupper Ivarsson, Bang og Neumann Citybois Finn og Rie                      |
| Sæson                                                          | Remee Jackson                                                                | Mette Lindberg                                                                        | Thomas Blachman                                                             |
| 9                                                              | Grupper Embrace Clifforth og Hein The Competition                            | 15-22 Reem Hamze Alex Benson Mads Christian                                           | Over 23 Andrew Murray Sarah Glerup Jacob Bering                             |
| 10                                                             | Over 23 Morten Nørgaard Samanta Gomez Mike Beck                              | Grupper VKation Ladies with Attitude Fyhnen Sisters                                   | 15-22 Chili Pedersen Mia Sørensen Martin Prytz                              |
| Sæson                                                          | Remee Jackson                                                                | Sanne Salomonsen                                                                      | Thomas Blachman                                                             |
| 11                                                             | Over 23 Jamie Talbot Rasmus Therkildsen Anja Nynne                           | 15-22 Sigmund Trondheim Vita Jensen Oliver Bendixen                                   | Grupper Place on Earth Sol og Christian Anne Mette og Tomas                 |
| Sæson                                                          | Lars ''Ankerstjerne'' Christensen                                            | Nanna ''Oh Land'' Fabricius                                                           | Thomas Blachmann                                                            |
| 12                                                             | 15-22 Benjamin Rosenbohm Live Vogel Patrick Smith                            | Grupper Echo Maria og Bea Dr. Rolf og Kanylerne                                       | Over 23 Kristian Kjærlund Gina Michaells Andrea Brøndsted                   |
| 13                                                             | Grupper Smokey Eyes Magnus & Aksel Sway                                      | Over 23 Ilona Artene Kaspar "Kali" Andersen Nicklas Mietke                            | 15-22 Alma Agger Mathilde Caffey Emil Wismann                               |
| Sæson                                                          | Martin Jensen                                                                | Nanna ''Oh Land'' Fabricius                                                           | Thomas Blachmann                                                            |
| 14                                                             | Over 23 Dan Laursen Vilson Ferati Hiba Chehade                               | 15-22 Solveig Lindelof Nikoline Steen Kristensen Lucca Nordlund                       | Grupper Simon & Marcus The Kubrix Neva & Ida                                |
| Sæson                                                          | Martin Jensen                                                                | Kwamie Liv                                                                            | Thomas Blachman                                                             |
| 15                                                             | Kári M. Fossdalsá (Over 23) Mille Bergholtz (Under 23) Oscar (Grupper)       | Tina Mellemgaard (Under 23) Oliver Antonio Giner (Over 23) Lorenzo & Charlo (Grupper) | Mads Moldt (Under 23) Maria Ranum Isaksen (Over 23) Wela & Garcia (Grupper) |
| Sæson                                                          | Simon Kvamm                                                                  | Kwamie Liv                                                                            | Thomas Blachman                                                             |
| 16                                                             | Rosél (Grupper) Theodor Vestergaard (Under 23) Kristoffer Lundholm (Over 23) | Nambahlou Christensen (Under 23) Henrik Hedegaard (Over 23) Diverse (Grupper)         | Sigalaz (Grupper) Clara Nedergaard (Under 23) Rosita Bramsen (Over 23)      |
| Sæson                                                          | Simon Kvamm                                                                  | Nanna ''Oh Land'' Fabricius                                                           | Thomas Blachman                                                             |
| 17                                                             | Helene Frank (Over 23) Selmani (Grupper) Victor (Under 23)                   | Elva (Under 23) Cyklus (Grupper) Nicolaj Lindby (Over 23)                             | Christian Oprea (Under 23) Kaos (Grupper) Mariya (Over 23)                  |
| 18                                                             |                                                                              |                                                                                       |                                                                             |
| 9000 HÅB (Grupper) Thomas Ove (Over 23) Hva Så Asta (Under 23) | Leslie (Under 23) Darling (Grupper) Laura (Over 23)                          | Svend (Under 23) Blomster Bror (Grupper) Julie (Over 23)                              |                                                                             |

## Spin–offs
X Factor har årene igennem haft programmer der har gået bag kulisserne, interviewet dommer og deltagere. Programmet har gennem årene haft forskellige titler, men har i bund og grund haft samme koncept.

### Xtra Factor(2013)
Første program blev sendt i 2013 og havde Emil Thorup som vært. Programmet hed Xtra Factor og blev sendt i pausen på søster kanalen DR3. Af uklare årsager vendte hverken Xtra Factor eller Emil Thorup tilbage i 2014.

### X Factor: Backstage(2015)
I 2015 kom der endnu en spin off til X Factor Universet med titlen X Factor: Backstage, denne gang med Thomas Skov som vært. Programmet blev sendt direkte på dr.dk i pausen, her medvirkede både journalister, dommere og deltagere hvor Thomas skov interviewede gæsterne. Programmet blev også sendt efter X Factor, her blev den udstemte deltagere og dommeren til deltagere inviteret ind til en snak.

### Ultra Factor(2016–2018)
Programmet vendte tilbage i 2016 efter under tilten Ultra Factor og blev sendt direkte på søster kanalen DR Ultra. Joakim Ingversen var fast vært, andre medvirkede også med værtsrolle heriblandt Micki Cheng. I 2018 vikarierede Jacob Riising i 2 afsnit, for Joakim Ingversen der var indsat som midlertidig X Factor vært. Grundet DR's beslutning om at lukke X Factor, blev Ultra Factor således også lukket ned.

### Z Factor(2019)
Efter TV 2 havde købt rettighederne til X Factor i 2019, besluttede TV 2 sig for at producere et lignede pause program som DR. Det fik titlen Z Factor og blev sendt på søster kanalen TV 2 Zulu med Rasmus Brohave i værtsrollen. Programmet har ikke været sendt siden 2019.

## X Factor stopper på DR og får en ny æra på TV 2
Efter 11 sæsoner af X Factor meddelte Danmarks Radio i august 2017 at X-Factor 2018 ville blive den sidste sæson i Danmark, det blev ikke sidste sæson af programmet alligevel, idet TV 2 havde købt rettighederne til konceptet i 2019.

## Seertal
Programmet har seermæssigt fra start af været en stor succes, men siden 2013 er seertallene begyndt at falde, programmet opnåede deres højeste seertal tilbage i 2009 hvor seertallene lå på over 2.2 millioner seere. Efter flere år med falde seertal besluttede DR i 2017, at droppe X Factor. Der gik dog ikke længe før det blev offentliggjort at den konkurrerende tv kanal TV2, havde været i dialog med skaben bag X Factor Simon Cowell om at overtage rettighederne til programmet i Danmark. Siden TV2 i 2019 overtog rettighederne til X Factor, er seertallene faldet yderligere. Ved sæsonpremieren på X Factor 2024 lå seertallet på 596.000. I 2025 så 417.000 seere med da 18. sæson af X Factor havde premiere på TV 2, dette er det laveste seertal X Factor nogensinde har haft til en premiere.
| Sæson         | Gennemsnit |
| ------------- | ---------- |
| X Factor 2008 | 2.196.000  |
| X Factor 2009 | 2.271.000  |
| X Factor 2010 | 2.087.000  |
| X Factor 2011 | 2.176.000  |
| X Factor 2012 | 2.098.000  |
| X Factor 2013 | 1.669.000  |
| X Factor 2014 | 1.845.000  |
| X Factor 2015 | 1.801.000  |
| X Factor 2016 | 1.570.000  |
| X Factor 2017 | 1.612.000  |
| X Factor 2018 | 1.465.000  |
| X Factor 2019 | 1.241.000  |
| X Factor 2020 | 823.000    |
| X Factor 2021 | 839.000    |
| X Factor 2022 | 647.000    |
| X Factor 2023 | 701.000    |
| X Factor 2024 | 596.000    |
| X Factor 2025 | 417.000    |

## Kritik
Flere eksperter inden for pædagogik har kritiseret programmets dommere for at være for grove i deres vurderinger af deltagerne, der i sin tone til tider tangerer mobning[kilde mangler]. I forbindelse med de optagelser fra auditions i efteråret 2009, som blev sendt på DR1 den 15. januar og 22. januar, formulerede både medlemmer af Etisk Råd og medarbejdere ved Danmarks Radio skarp kritik af den behandling, nogle af deltagerne var blevet udsat for. I 2010 udgaven har dommerne fra starten anlagt en mildere linje, hvor deltagerne i overvejende grad får ros for deres præstationer. Ansvarlig redaktør på programmet de første 11 sæsoner, Jan Lagermand Lundme, har siden udtrykt at han fortryder at de udstillede mennesker, der ikke vidste, hvad de var med i.

## Udgivelser afX Factor-deltagere

### Album
| Artist          | Sæson | Placering i sæson | Albumtitel                  | Udgivelsesdato    | Højeste placering | Certificering |
| --------------- | ----- | ----------------- | --------------------------- | ----------------- | ----------------- | ------------- |
| Martin          | 1     | Vinder            | Show the World              | 30. maj 2008      | 1                 | 3× Platin     |
| Heidi           | 1     | Tredjeplads       | Audio Ballerina             | 15. oktober 2008  | 3                 | Guld          |
| Heidi           | 1     | Tredjeplads       | Talisman                    | 30. maj 2011      | 1                 |               |
| Basim           | 1     | Fjerdeplads       | Alt det jeg ville have sagt | 13. oktober 2008  | 8                 | Guld          |
| Basim           | 1     | Fjerdeplads       | Befri dig selv              | 19. oktober 2009  | 21                |               |
| Vocaloca        | 1     | Femteplads        | Vocaloca                    | 15. oktober 2008  | 16                |               |
| Vocaloca        | 1     | Femteplads        | Julesange                   | 17. november 2008 | —                 |               |
| Frederik        | 1     | Ottendeplads      | Home Is Where the Heart Is  | 26. januar 2009   | 21                |               |
| Linda Andrews   | 2     | Vinder            | Into the Light              | 2. juni 2009      | 2                 |               |
| Linda Andrews   | 2     | Vinder            | Tænder et lys               | 11. november 2011 | —                 |               |
| Linda Andrews   | 2     | Vinder            | Linda Andrews               | 27. oktober 2017  | —                 |               |
| Alien Beat Club | 2     | Andenplads        | Diversity                   | 23. november 2009 | 12                |               |
| Mohamed Ali     | 2     | Tredjeplads       | Keep It Simple              | 8. juni 2009      | 2                 |               |
| Thomas Ring     | 3     | Vinder            | Wrong Side of the Daylight  | 7. marts 2011     | 2                 | Guld          |
| Thomas Ring     | 3     | Vinder            | Sideways                    | 22. april 2013    | 24                |               |
| Thomas Ring     | 3     | Vinder            | Gadedreng                   | 17. februar 2017  | —                 |               |
| The Fireflies   | 3     | Fjerdeplads       | The Fireflies               | 18. oktober 2010  | 17                |               |
| Anna Faroe      | 3     | Femteplads        | Because I Want To           | 31. maj 2010      | 9                 |               |
| Sarah           | 4     | Vinder            | Hjerteskud                  | 8. august 2011    | 1                 | Guld          |
| Ida             | 5     | Vinder            | Seize the Day               | 18. november 2013 | 20                |               |
| Sveinur         | 5     | Tredjeplads       | Rock 'n' Roll Choir Boy     | 26. august 2012   | —                 |               |
| Chresten        | 6     | Vinder            | Wanderlust                  | 21. marts 2014    | 18                |               |
| Anthony Jasmin  | 7     | Vinder            | Stick Together              | 16. juni 2014     | —                 |               |
| Emilie Esther   | 8     | Vinder            | Rare                        | 16. oktober 2015  | 20                |               |
| Jógvan          | 8     | Andenplads        | Love That You Love          | 22. februar 2016  | —                 |               |
| Citybois        | 8     | Fjerdeplads       | What Bois About To          | 21. december 2015 | 11                |               |
| Citybois        | 8     | Fjerdeplads       | Bois Forever                | 15. maj 2020      | TBA               |               |
| Embrace         | 9     | Vinder            | True Story                  | 20. maj 2016      | —                 |               |
| Morten          | 10    | Vinder            | Cool Enough                 | 29. december 2017 | —                 |               |
| Place on Earth  | 11    | Vinder            | Square                      | 12. oktober 2018  | —                 |               |
| Sigmund         | 11    | Fjerdeplads       | X Factor                    | 19. februar 2019  | —                 |               |

1. ↑  Lina Andrews udgav før sin deltagelse i X Factor albummet Revelation i 2008.[13]

### Velgørenheds-singler
| År   | Titel                                                                             | Højeste placering | Certificering     | Velgørenhed         |
| År   | Titel                                                                             | Danmark           | Certificering     | Velgørenhed         |
| ---- | --------------------------------------------------------------------------------- | ----------------- | ----------------- | ------------------- |
| 2009 | "You've Got a Friend" (X Factor Finalisterne 2009)                                | 1                 | - Guld (download) | Dacaar              |
| 2010 | "I'll Be There" (X Factor Finalisterne 2010)                                      | 4                 |                   | SOS Børnebyerne     |
| 2013 | "Én verden " (Anne Linnet, Thomas Blachman, Ida Corr og X Factor Finalister 2013) | 3                 |                   | Danmarks Indsamling |